# Stefan Sawicki (literaturoznawca)
Stefan Jan Sawicki (ur. 8 lutego 1927 w Brześciu n. Bugiem) – teoretyk i historyk literatury, emerytowany profesor zwyczajny KUL.

## Życiorys
Absolwent I Liceum Ogólnokształcącego im. Stanisława Staszica w Lublinie. Studia polonistyczne (1946–1951) odbył na Katolickim Uniwersytecie Lubelskim i Uniwersytecie Jagiellońskim m.in. pod kierunkiem Juliusza Kleinera i Konrada Górskiego. Doktorat (1960) i habilitację (1968) obronił na Uniwersytecie Mikołaja Kopernika w Toruniu. W 1972 roku uzyskał tytuł profesora z zakresu nauk humanistycznych.
Od 1951 aż do przejścia na emeryturę w r. 1999 był pracownikiem KUL. Kierownik Zakładu Badań nad Literaturą Religijną (1960–1971), Katedry Historii Literatury Polskiej (1968–1976), Katedry Teorii Literatury KUL (1976–1999), twórca i kierownik Zakładu Badań nad Twórczością Cypriana Norwida (od 1985), prorektor KUL (1971–1983), Sekretarz Generalny (1968–1971) i prezes Towarzystwa Naukowego KUL (1989–1998). Redaktor naczelny pisma „Studia Norwidiana”, członek Komitetu Redakcyjnego Encyklopedii Katolickiej (1973–1983). Członek Zarządu Głównego Towarzystwa Przyjaciół KUL (1975–1990); wiceprzewodniczący Komitetu Nauk o Literaturze Polskiej PAN (1990–1993); członek Centralnej Komisji ds. Tytułu Naukowego i Stopni Naukowych (1991–1993); członek czynny Polskiej Akademii Umiejętności (od 1993), Lubelskiego Towarzystwa Naukowego, Towarzystwa Naukowego KUL, Inklings-Gesellschaft für Literatur und Ästhetik (RFN) oraz Stowarzyszenia Pisarzy Polskich. W latach 1981–1983 członek Rady Społecznej przy Prymasie Polski, a w 1980–1990 członek Rady Naukowej Episkopatu Polski.
Laureat Nagrody im. Ks. I. Radziszewskiego w 2000 za wybitne osiągnięcia naukowe w duchu humanizmu chrześcijańskiego”. W czerwcu 2015 r. został odznaczony papieskim krzyżem Pro Ecclesia et Pontifice – jednym z najwyższych odznaczeń Stolicy Apostolskiej, przyznawanym za szczególne zaangażowanie na rzecz Kościoła. W lipcu 2023 r. z rąk Wielkiego Kanclerza KUL, metropolity lubelskiego arcybiskupa Stanisława Budzika otrzymał papieski Order Świętego Grzegorza Wielkiego, a także złoty medal "Zasłużony dla nauki polskiej Sapientia et Veritas", nadany przez Ministra Edukacji i Nauki. 
Zainteresowania naukowe Stefana Sawickiego obejmują zagadnienia z zakresu historii i teorii literatury oraz metodologii badań literackich, takie jak wersologia, semantyka, genologia, analiza oraz interpretacja tekstu literackiego, relacja literatury wobec religii i aksjologiczne aspekty literatury. Szczególne miejsce w działalności naukowej Stefana Sawickiego zajmuje twórczość Cypriana Norwida, której poświęcił szereg prac, a ponadto powołał do istnienia czasopismo „Studia Norwidiana” (1983) i Zakład (obecnie Ośrodek) Badań nad Twórczością Cypriana Norwida (1985) oraz zainicjował nową edycję dzieł wszystkich pisarza.

## Publikacje
- Początki syntezy historycznoliterackiej w Polsce, Warszawa 1969.
- Nowela, opowiadanie, gawęda. Interpretacje małych form narracyjnych, red. K. Bartoszyński, M. Jasińska-Wojtkowska, S. Sawicki, Warszawa 1974, 1979.
- Verbum (1934–1939). Pismo i środowisko, oprac. M. Błońska, M. Kunowska-Porębna, S. Sawicki, t. 1-2, Lublin 1976.
- Z pogranicza literatury i religii, Lublin 1978, 1979.
- Poetyka, interpretacja, sacrum, Warszawa 1981.
- Das Ethos der polnischen Literatur, München 1982.
- Sacrum w literaturze, red. J. Gotfryd, M. Jasińska-Wojtkowska, S. Sawicki, Lublin 1983.
- Polska liryka religijna, red. S. Sawicki, P. Nowaczyński, Lublin 1983.
- O wartościowaniu w badaniach literackich. Studa, red. S. Sawicki, w. Panas, Lublin 1986.
- Biblia a literatura, red. S. Sawicki, J. Gotfryd, Lublin 1986.
- Chrześcijańskie wartości poezji Norwida, Lublin 1986.
- Norwida walka z formą, Warszawa 1986.
- Norwid C. K., Wiersze, wybór, wstęp i koment. S. Sawicki, Lublin 1991.
- Problematyka aksjologiczna w nauce o literaturze, red. S. Sawicki, A. Tyszczyk, Lublin 1992.
- Wartość - Sacrum - Norwid, Lublin 1994.
- Norwid C. K., Promethidion: rzecz w dwóch dialogach z epilogiem, wstęp i oprac. S. Sawicki, Kraków 1997.
- ...Quo magis veritas propagetur, Toruń 2010.

## Odznaczenia
- Krzyż Kawalerski Orderu Odrodzenia Polski
- Nagroda Ministra Edukacji Narodowej (1996)
- Nagroda im. Księdza Idziego Radziszewskiego Towarzystwa Naukowego KUL za rok (1999), za całokształt dorobku naukowego w duchu humanizmu chrześcijańskiego
- Złoty Medal „Zasłużony Kulturze Gloria Artis” (2007)[4]
- Krzyż Oficerski Orderu Odrodzenia Polski (2008)[5]
- Doktorat honoris causa UKSW (2009)
- Krzyż Pro Ecclesia et Pontifice (Watykan, 2015)
- Medal Stulecia Odzyskanej Niepodległości (2021)[6]
- Kawaler Orderu Świętego Grzegorza Wielkiego (Watykan, 2023)[3]
- Złoty Medal „Zasłużony dla Nauki Polskiej Sapientia et Veritas” (2023)[3]
- Krzyż Komandorski z Gwiazdą Orderu Odrodzenia Polski (2024)[7]